# Дохњани
Дохњани (слч. Dohňany) насељено је мјесто са административним статусом сеоске општине (слч. obec) у округу Пухов, у Тренчинском крају, Словачка Република.

## Становништво
| Година:    | 1994. | 2004.   | 2014.   | 2024.   |
| ---------- | ----- | ------- | ------- | ------- |
| Број људи: | 1714  | 1757    | 1755    | 1903    |
| Разлика:   |       | +2,50 % | -0,11 % | +8,43 % |

| Година:    | 2023. | 2024.   |
| ---------- | ----- | ------- |
| Број људи: | 1901  | 1903    |
| Разлика:   |       | +0,10 % |

Према подацима о броју становника из 2024. године насеље је имало 1903 становника.